# George Ayscue
George Ayscue (c. 1616 — Westminster, 1671) foi um oficial naval inglês que serviu na Guerra civil inglesa e nas Guerras Anglo-Holandesa.

## Biografia
George nasceu em uma tradicional família de Lincolnshire. Além do fato de que foi condecorado por Carlos I, nada se sabe de sua carreira militar antes de 1646, quando recebeu um comando naval. Nos últimos anos da Primeira Guerra Civil, Ayscue parece ter atuado como um dos oficiais superiores da frota inglesa. Em 1648, quando o vice-almirante William Batten desertou para a Holanda levando consigo parte de sua esquadra, Ayscue servindo então como capitão da Marinha do Parlamento inglês, garantiu que grande parte da frota se mantivesse leal aos parlamentaristas, e como recompensa por este serviço foi promovido no ano seguinte a almirante dos mares irlandeses.
Por sua conduta na libertação da cidade de Dublin (23 de julho de 1649), recebeu os agradecimentos do Parlamento, e em abril de 1651 atuou sob o comando do almirante Robert Blake na captura das Ilhas Scilly, que estavam sob o controle do realista John Granville, 1.º Conde de Bath. A seguir foi enviado para as Índias Ocidentais no comando de uma esquadra com a missão de conquistar Barbados, também sob a administração de outro realista, o Lorde Willoughby e as outras ilhas ainda sob o controle monarquista.
Após obter êxito total em sua missão, Ayscue retornou para participar da Primeira Guerra Anglo-Holandesa, onde desempenhou um papel de destaque. Contudo, a inesperada derrota da Comunidade da Inglaterra na Batalha de Plymouth (16 de agosto de 1652) para o comodoro holandês Michiel de Ruyter, custou-lhe o comando, apesar de ter-lhe sido atribuído uma remuneração anual. Durante alguns anos George Ayscue viveu de sua aposentadoria, porém, os últimos anos de existência da Comunidade, Ayscue passou na Suécia. Oliver Cromwell o despachou para lá para servir como assessor naval.
Tão logo ocorreu a Restauração de Carlos II, Ayscue retornou para a Inglaterra, e tornou-se um dos comissários da Marinha. No início da Segunda Guerra Anglo-Holandesa em 1664, ele mais uma vez comandou uma esquadra na Batalha de Lowestoft (3 de junho de 1665). Na Batalha de Quatro Dias em 1666, seu navio-almirante, o Prince Royal, encalhou e ele foi forçado a se render para o almirante holandês Cornelis Tromp, ganhando a infeliz distinção de ser o último almirante da Marinha Real a ter sido capturado pelo inimigo. Foi mantido prisioneiro até o final da guerra, em outubro de 1667, na prisão holandesa de Loevestein.
Ayscue chegou a Londres em novembro, e no dia 12 foi apresentado ao rei, por quem foi gentilmente recebido. Parece duvidoso ter novamente recebido um comando naval. Quando a Terceira Guerra Anglo-Holandesa teve início em 1672, ele não recebeu nenhum comando; e parece, pois, muito provável que tenha morrido nesse período; contudo, nenhum registro de sua morte foi preservado.